# Riu Urumea
El riu Urumea (de l'euskera, ur, «aigua», i mehea, «fina») és un riu del nord d'Espanya que neix a la Comunitat Foral de Navarra i desemboca a Sant Sebastià (Guipúscoa, País Basc).

## Geografia
El riu Urumea neix al port d'Ezkurra (Navarra), (en un dels llocs més plujosos d'Espanya) baixant per una vall estreta i profunda fins a Goizueta. Rep a l'Añarbe discorrent en ràpida pendent a partir d'Artikutza, travessa els nuclis de Pagoaga i Pikoaga fins a arribar a Hernani. Prossegueix per Astigarraga, Martutene, Loyola, separa Eguía i Gros d'Amara i centre de Sant Sebastià, per desembocar al Mar Cantàbric entre el Mont Urgull i la platja de la Zurriola. La seva conca és només de 229 km² i té 40 km de longitud. En el transcurs del seu itinerari rep les aigües dels següents afluents: a la dreta, Añarbe, Beltza, Lizarrei, Aparrain, Eskaitz, Usoko, Epeleko, Marindegi i Taulako. A l'esquerra, Pagoaga, Sagarreta, Olaberri, Bezkite, Sagatzain, Txonkueneku, Portu, Latzumbe, Buztin i Agerre.

## Característiques
La fisonomia actual de la desembocadura és molt diferent a com era en altres temps. Llavors era molt ampla, entre els monts Ulía i Igeldo, Urgull era només un illot que sorgia en el centre i les aigües discorrien per gran part de l'actual Gros i la totalitat d'Amara nuevo, formant aiguamolls i terrenys pantanosos. El riu Urumea sol registrar les crescudes més grans a la tardor i a principis d'hivern, produint ocasionalment algunes inundacions a Hernani, Astigarraga i en el barri donostiarra de Martutene. En tenir una conca petita i pocs quilòmetres de recorregut el seu cabal pot variar ràpidament, poc pujar de nivell en poques hores i si en uns quants dies no es produeixen precipitacions pot baixar considerablement.